# 红牛悬崖跳水世界系列赛
红牛悬崖跳水世界系列赛（Red Bull Cliff Diving World Series）成立于2009年5月，由红牛公司创立，它是一年一度的国际悬崖跳水赛事，每年會在世界上某個地點舉辦，不同年份比賽地點也不同。比賽由一定數量的参赛者角逐當年的红牛悬崖跳水世界系列赛冠軍。選手要从26至28米高的平台上跳入水中。